# Санта-Крус-ду-Пиауи
Санта-Крус-ду-Пиауи (порт. Santa Cruz do Piauí) — муниципалитет в Бразилии, входит в штат Пиауи. Составная часть мезорегиона Юго-восток штата Пиауи. Входит в экономико-статистический микрорегион Пикус. Население составляет 6027 человек на 2010 год. Занимает площадь 611,617 км². Плотность населения — 9,85 чел./км².

## Демография
Согласно сведениям, собранным в ходе переписи 2010 г. Национальным институтом географии и статистики (IBGE), население муниципалитета составляет:
| Полное население                               | Полное население                               | Полное население                               | Полное население                               | 6027  |
| ---------------------------------------------- | ---------------------------------------------- | ---------------------------------------------- | ---------------------------------------------- | ----- |
| в том числе:                                   | Городское население                            | 4067                                           | Процент городского населения, %                | 67,48 |
|                                                | Сельское население                             | 1960                                           | Процент сельского населения, %                 | 32,52 |
|                                                | Мужское население                              | 2973                                           | Процент мужского населения, %                  | 49,33 |
|                                                | Женское население                              | 3054                                           | Процент женского населения, %                  | 50,67 |
| Плотность населения, чел/км²                   | Плотность населения, чел/км²                   | Плотность населения, чел/км²                   | Плотность населения, чел/км²                   | 9,85  |
| Население муниципалитета в % к населению штата | Население муниципалитета в % к населению штата | Население муниципалитета в % к населению штата | Население муниципалитета в % к населению штата | 0,19  |

По данным оценки 2016 года, население муниципалитета составляет 6127 жителей.

## Статистика
- Валовой внутренний продукт на 2003 год составляет 9 178 203,00 реалов (данные: Бразильский институт географии и статистики).
- Валовой внутренний продукт на душу населения на 2003 год составляет 1609,65 реалов (данные: Бразильский институт географии и статистики).
- Индекс развития человеческого потенциала на 2000 год составляет 0,620 (данные: Программа развития ООН).